# Falmouth (Antigua)
Falmouth ist eine Siedlung in der Parish of Saint Paul an der Südküste der Insel Antigua, im Staat Antigua und Barbuda.

## Lage und Landschaft
Falmouth liegt an der Falmouth Bay (Falmouth Harbour) im Zentrum der antiguanischen Südküste. Zur Volkszählung 2011 hatte der Ort 240 Einwohner. Zusammen mit English Harbour bildet es das Lokale Zentrum von St. Paul.
| Mount William | Green Hill Pattersons Dwelling House        | Guinea Bush     |
| Pattersons    | Kompassrose, die auf Nachbargemeinden zeigt | Cobbs Cross     |
|               | Falmouth Harbour                            | English Harbour |

## Geschichte
Die Stadt wurde Anfang des 18. Jahrhunderts vom Britischen Weltreich gegründet und nach Falmouth in England benannt. Sie diente als wichtiger Marinestützpunkt, Verteidigungspunkt und Zentrum für den Zuckerexport. Im 18. Jahrhundert wurden verschiedene Plantagenbetriebe einschließlich Zuckermühlen errichtet. Die St.-Pauls-Kirche wurde 1676 erbaut und Fort Berkeley im Jahr 1704 eröffnet.

## Wirtschaft
Die Region hatte eine Beschäftigungsquote von 60 %. Tourismus und Yachtsport dominieren die Wirtschaft, wobei weitere meeresbezogene Dienstleistungen, Restaurants und Kulturtourismus die lokale Wirtschaft antreiben. Der Hafen ist Teil der zum UNESCO-Welterbestätte Nelson’s Dockyard gehörenden Anlage. Falmouth ist über Straßen mit Liberta und English Harbour verbunden, und Marinas bieten Zugang für den Yachtsport sowie Anlegestellen für Kreuzfahrtschiffe.